# تویی که نمی‌شناختمت
تویی که نمی‌شناختمت نام فیلمی ایرانی به کارگردانی و نویسندگی ابراهیم سلطانی‌فر است. این فیلم بر اساس سه داستان با همین نام‌ها از سید مهدی شجاعی برگرفته از کتاب دو کبوتر، دو پنجره، یک پرواز و ضریح چشم‌های تو، ساخته شده و محصول سال ۱۳۶۹ است.

## خلاصه داستان

### اپیزود اول - دو کبوتر، یک پرواز
دو برادر که به فاصلهٔ یک ساعت از هم متولد شده‌اند پدر خود را متقاعد می‌سازند که با رفتن آن دو به جبهه موافقت کند. در حمله‌ای ابتدا برادری که یک ساعت زودتر متولد شده هدف گلوله قرار می‌گیرد و از پا در می‌آید برادر دیگر نیز موقعی که با آمبولانس، جسد برادرش را به پشت جبهه منتقل می‌کند بر اثر هدف قرار گرفتن آمبولانس جان می‌بازد.

### اپیزود دوم ـ آبی اما به رنگ غروب
زنی با دختر خردسالش منتظر بازگشت شوهرش از جبهه است. در لحظهٔ موعود موقعی که دخترک در کوچه منتظر پدر است شاهد است که دو ناشناس پدرش را ترور می‌کنند.

### اپیزود سوم ـ تویی که نمی‌شناختمت
رزمنده‌ای مجروح که فقط یک گلوله در سلاح خود دارد عازم پشت جبهه است. او چهار سرباز عراقی را به اسارت می‌گیرد و آن‌ها را وادار می‌سازد که به پشت جبهه بروند. چهار سرباز هراس‌زده وقتی به پشت جبهه می‌رسند در می‌یابند که رزمندهٔ مجروح در نیمهٔ راه از حال رفته و آن‌ها راه را به تنهایی پیموده‌اند.
در این فیلم بازیگرانی چون «محمد علیدوست»، «علی جلیلی باله»، «اصغر عابدی»، «نادر طالب‌زاده»، «حسن قرچه‌داغی» و «نسرین مقدم» به ایفای نقش پرداخته‌اند.